# Антиной Таунли
Антиной Таунли (англ. Townley Antinous) — древнеримский мраморный скульптурный портрет Антиноя, фаворита и возлюбленного римского императора Адриана. Юноша изображён в образе бога Диониса с венком из плюща на голове. В настоящее время экспонируется в Британском музее вместе с бюстом Адриана Таунли.

## Описание
Бюст Антиноя Таунли представляет собой его классический идеализированный портрет в натуральную величину: молодое овальное лицо со строгими выразительными чертами, круглыми щеками, прямыми, расчерченными волосками бровями, крупным прямым носом, полными чувственными губами и крупным подбородком. Голова его слегка наклонена и повернута влево и вниз. Взгляд меланхоличный, грустный, задумчивый. На голове Антиноя — копна густых, пышных длинных крупнозавитых волом, полулунными локонами спадающие на лоб, виски и шею, закрывающие уши. Голова Антиноя украшена атрибутом Диониса — венком из плюща, листья и грозди ягод которого выточены довольно плоско, «в облипку».
Известно три типа иконографии портретов Антиноя, выделяемых на основании строения причёски: основной, мондрагонский и египетский. Данная скульптура относится к первому.
|  |  |  |  |  |

## История

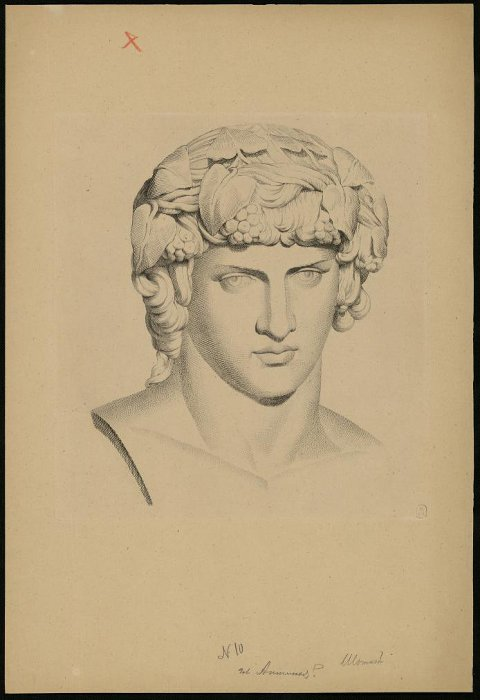
Шотен А. Е.. Голова Антиноя. XIX век

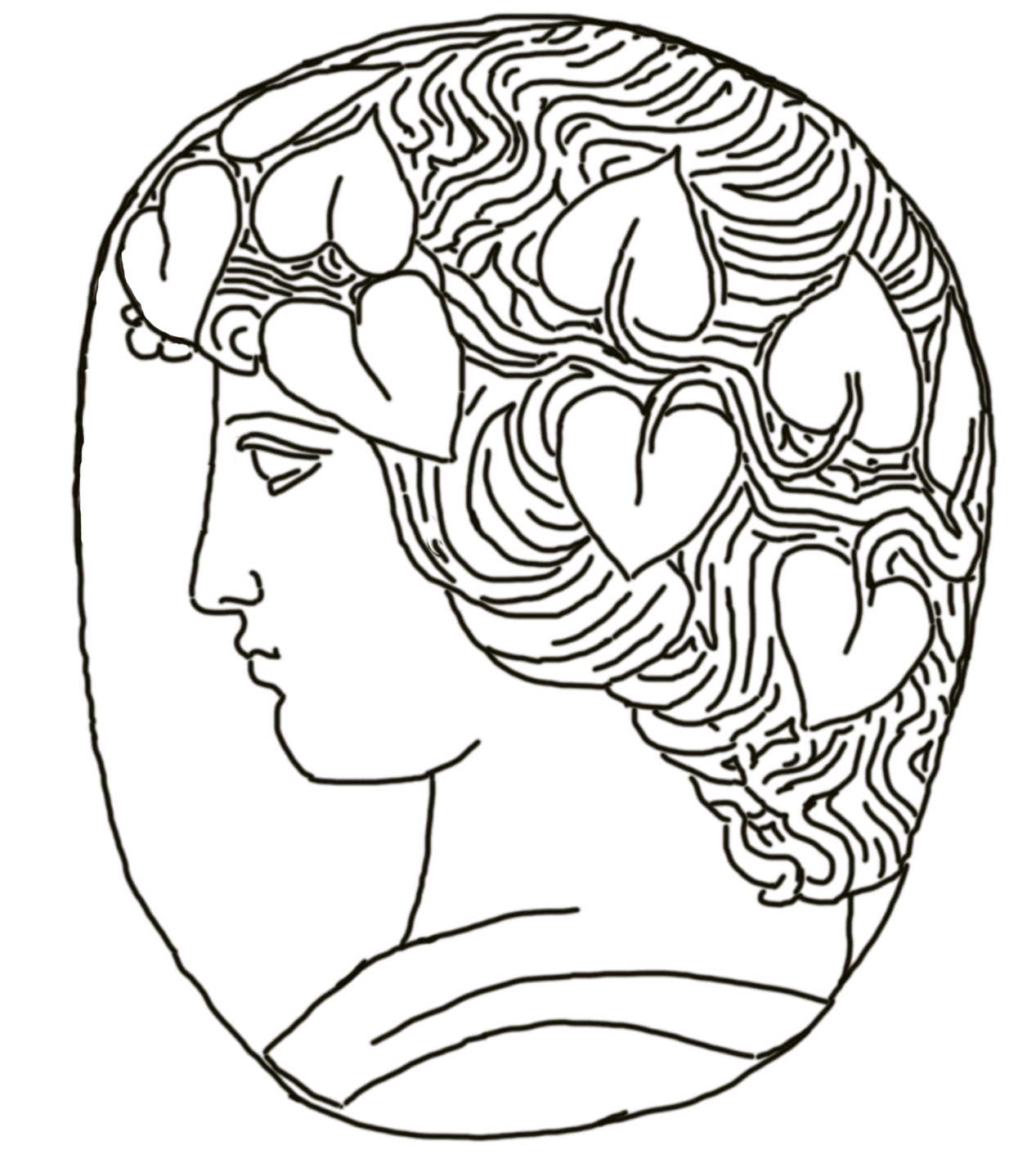
Ар-нуво камея с изображением Антиноя Таулини. Конец XIX — начало XX века

После трагической гибели в 130 году н. э. своего фаворита и возлюбленного Антиноя римский император Адриан обожествил его. До самой смерти правителя в 138 году н. э. по всей стране создавались многочисленные скульптуры юноши. Часто это были портреты в образе какого-либо бога, особенно часто — Диониса, культ которого был связан со смертью и последующим воскрешением. Так неизвестный римский мастер создал и эту скульптуру.
Считается, что скульптура Антиноя Таунли была найдена в 1770 году при раскопках на холме Яникул около виллы Дориа-Памфили в Риме. Голова и остатки статуи, которой она принадлежала, служили сполиями около ворот Святого Панкратия в стене Аврелиана. В ходе реставрации голове был добавлен торс. В 1773 году бюст был приобретен у антиквара Томаса Дженкинса английским коллекционером Чарльзом Таунли, откуда и происходит его название. В этом собрании он находился вместе с так называемым бюстом Адриана Таунли. Последний, как и первый, изображён в «героической наготе», что редко для иконографии императора. Британский музей приобрел обе скульптуры у Перегрина Эдварда Таунли в 1805 году. В XXI веке эти два бюста были объединены в постоянной экспозиции музея как парные.
Гипсовый слепок бюста, принадлежавший основателю неоклассицизма Антону Рафаэлю Менгсу, хранится в Государственных художественных собраниях Дрездена. Там также хранится другие аналогичные отливки. Бронзовая копия, выполненная Франческо Ригетти (1749—1819), хранится в Музее Эшмола.